# Pfengstbach
Der Pfengstbach ist ein 3,87 km langer, orografisch linker Zufluss der Dhünn, eines Nebenflusses der Wupper.

## Geographie

### Verlauf
Seine Quelle liegt nordöstlich des Nothauser Feldes im Ortsteil Scheuren der Gemeinde Odenthal auf einer Höhe von 209 m ü. NHN.
Der Bach fließt zunächst in fast nördlicher Richtung durch Wald, biegt dann nach Westen ab und betritt danach das gleichnamige Naturschutzgebiet. Er wechselt nun seine Laufrichtung nach Nordwesten und mäandert leicht durch das bewaldete Tal.
Nach dem Zufluss des Schmeisigbachs läuft er dann westwärts und mündet schließlich südlich von Altenberg auf einer Höhe von 87,7 m ü. NHN von links in die Dhünn.

### Einzugsgebiet
Das etwa dreieinhalb Quadratkilometer große Einzugsgebiet des Pfengstbachs liegt in der Bechener Hochfläche und wird über die Dhünn, die Wupper und den Rhein zur Nordsee entwässert.
Es wird
- im Norden durch den Schmerzberger Siefen, den Springsiefen und den Hasselssiefen
- im Nordosten durch den Bömericher Bach
- im Osten durch den Buschbach
- im Südosten durch den Berger Siefen und den Meuter Bach
- im Süden durch den Hortenbach

begrenzt.
Das Einzugsgebiet ist im Zentrum und Westen zum größten Teil bewaldet, im Osten überwiegen Siedlungsgebiete und landwirtschaftlich genutzte Zonen. Das Gebiet wird von Ton--, Schluff-, Sand- und Kalkgesteinen des Mitteldevon geprägt.

### Zuflüsse
Der Pfengstbach nimmt in Fließrichtung die folgenden Zuflüsse auf. In der Liste sind die orographische Mündungsseite des Zuflusses und dessen Länge angegeben:
- Unterbreidbach, rechts, 489 m
- Breidbacher Siefen, rechts, 741 m
- Winkelhauser Siefen, links, 687 m
- Kleiner Siefen, rechts, 306 m
- Backesberger Bach, links, 811 m
- Daubensiefen, rechts, 967 m
- Schmeisigbach, rechts, 466 m
- namenloses Gewässer, rechts, 192 m
- Linker Zulauf Pfengstbach (Spezardermühle), links, 107 m
- Hofenbach, links, 693 m
- Oberer Bülsberger Bach, links, 493 m

### Flusssystem Dhünn
- Liste der Fließgewässer im Flusssystem Dhünn

## Naturschutzgebiet
- Naturschutzgebiet Pfengstbach

## Historische und heutige Nutzung
Auf dem drei bis fünf Meter mächtigen Schwemmfächer im ursprünglichen Mündungsbereich des Pfengstbachs wurde im Jahr 1145 durch die Abtei Altenberg eine romanische Basilika als Vorgängerbau des heutigen Altenberger Doms errichtet. Um hierfür einen trockenen Baugrund zu erstellen, wurde der Pfengstbach an seinem Talausgang mithilfe eines Damms bogenförmig zum östlichen Talrand des Dhünntals zum heutigen Zusammenfluss südlich von Altenberg umgeleitet. Zur Versorgung der Abtei Altenberg wurden nach dem Jahr 1133 mindestens sechs Teiche zur Fischzucht angelegt, welche durch den Pfengstbach mit dem erforderlichen Frischwasser versorgt wurden.
Die im Pfengstbachtal gelegene Spezarder Mühle war eine Kornmühle, die ihre Wasserkraft hingegen nicht unmittelbar aus dem Pfengstbach gewann, sondern durch den Backesberger Bach versorgt wurde, welcher zu einem Mühlenteich aufgestaut wurde und über einen Obergraben bis zur Spezarder Mühle geleitet wurde. Bis zur Erstellung einer zentralen Wasserversorgung in der Gemeinde Odenthal zu Beginn der 1970er Jahre gewannen zahlreiche Hofschaften und Ortschaften das Trinkwasser aus den Quellen des Pfengstbach und seiner Zuflüsse, wovon einige verfallene Brunnenstuben zeugen.
Auch heute versorgt der Pfengstbach die an seinem Unterlauf gelegenen Fischteiche mit Frischwasser. Das Pfengstbachtal ist als naturnahes Wiesental mit seinen Feucht- und Nasswiesen sowie den Seitensiefen ein Biotop für viele Tier- und Pflanzenarten und ist daher seit 1994 in weiten Teilen als Naturschutzgebiet ausgewiesen. Zudem dient es Erholungssuchenden mit seinen Wanderwegen als Naherholungsgebiet und beherbergt einen Kultur- und  Waldlehrpfad.